# Anastasija Myskinová
Anastasija Andrejevna Myskinová (rusky Анастасия Андреевна Мыскина * 8. července 1981, Moskva) je bývalá ruská profesionální tenistka a vítězka ženské dvouhry na French Open 2004, čímž se vůbec první ruskou tenistkou, která vyhrála grandslamový turnaj. Ve své kariéře na okruhu WTA Tour vyhrála deset turnajů ve dvouhře a pět ve čtyřhře. V rámci okruhu ITF získala tři tituly ve dvouhře i ve čtyřhře.
Na žebříčku byla ve dvouhře nejvýše klasifikována v září 2004 na 2. místě, ve čtyřhře pak v únoru 2005 na 15. místě.
V ruském fedcupovém týmu debutovala v roce 1998 čtvrtfinálovým utkáním II. Světové skupiny proti Austrálie. V  soutěži nastoupila k jedenácti mezistátním utkáním s bilancí 14–5 ve dvouhře a 4–1 ve čtyřhře. V letech 2004 a 2005 byla součástí vítězného ruského týmu, když ve finále ročníku 2004 získala proti Francii všechny tři body.
Rusko reprezentovala olympijských hrách v Sydney a Athénách. V prvním případě vypadla ve druhém kole, o čtyři roky později se umístila na 4. místě, když po porážce od světové jedničky Heninové nestačila v boji o bronz na Molikovou.

## Finále na Grand Slamu

### Ženská dvouhra: 1 (1–0)
| Stav    | rok  | turnaj      | povrch | soupeřka ve finále | výsledek |
| ------- | ---- | ----------- | ------ | ------------------ | -------- |
| Vítězka | 2004 | French Open | antuka | Jelena Dementěvová | 6–1, 6–2 |

## Zápasy o olympijské medaile

### Ženská dvouhra: 1
| Stav     | rok  | místo konání  | povrch | soupeřka        | výsledek |
| -------- | ---- | ------------- | ------ | --------------- | -------- |
| 4. místo | 2004 | Athény, Řecko | tvrdý  | Alicia Moliková | 3–6, 4–6 |

## Finále na okruhu WTA Tour
| Legenda                         |
| ------------------------------- |
| D – dvouhra; Č – čtyřhra        |
| Grand Slam (1–0 D)              |
| Turnaj mistryň (0)              |
| Tier I (2–1 D; 1–1 Č)           |
| Tier II (3–4 D; 2–0 Č)          |
| Tier III, IV & V (4–4 D; 2–0 Č) |

### Dvouhra: 19 (10–9)
| Stav       | č.  | datum             | turnaj                      | povrch      | soupeřka ve finále    | výsledek           |
| ---------- | --- | ----------------- | --------------------------- | ----------- | --------------------- | ------------------ |
| Vítězka    | 1.  | 18. července 1999 | Palermo, Itálie             | antuka      | Angeles Montoliová    | 3–6, 7–6(7–3), 6–2 |
| Finalistka | 1.  | 16. června 2002   | Birmingham, Velká Británie  | tráva       | Jelena Dokićová       | 2–6, 3–6           |
| Finalistka | 2.  | 22. července 2002 | Eastbourne, Velká Británie  | tráva       | Chanda Rubinová       | 1–6, 3–6           |
| Vítězka    | 2.  | 14. září 2002     | Bahia, Brazílie             | tvrdý       | Eleni Daniilidou      | 6–3, 0–6, 6–2      |
| Finalistka | 3.  | 29. září 2002     | Lipsko, Německo             | koberec     | Serena Williamsová    | 3–6, 2–6           |
| Vítězka    | 3.  | 16. února 2003    | Dauhá, Katar                | tvrdý       | Jelena Lichovcevová   | 6–3, 6–1           |
| Vítězka    | 4.  | 6. dubna 2003     | Sarasota, Spojené státy     | antuka      | Alicia Moliková       | 6–4, 6–1           |
| Vítězka    | 5.  | 28. září 2003     | Lipsko, Německo             | koberec (h) | Justine Heninová      | 3–6, 6–3, 6–3      |
| Vítězka    | 6.  | 5. říjen 2003     | Moskva, Rusko               | koberec (h) | Amélie Mauresmová     | 6–2, 6–4           |
| Finalistka | 4.  | 2. listopadu 2003 | Philadelphia, Spojené státy | tvrdý (h)   | Amélie Mauresmová     | 7–5, 0–6, 2–6      |
| Vítězka    | 7.  | 6. března 2004    | Dauhá, Katar (2)            | tvrdý       | Světlana Kuzněcovová  | 4–6, 6–4, 6–4      |
| Vítězka    | 8.  | 3. června 2004    | French Open, Paříž, Francie | antuka      | Jelena Dementěvová    | 6–1, 6–2           |
| Finalistka | 5.  | 1. srpna 2004     | San Diego, Spojené státy    | tvrdý       | Lindsay Davenportová  | 1–6, 1–6           |
| Vítězka    | 9.  | 17. října 2004    | Moskva, Rusko (2)           | koberec     | Jelena Dementěvová    | 7–5, 6–0           |
| Finalistka | 6.  | 14. srpna 2005    | Stockholm, Švédsko          | tvrdý       | Katarina Srebotniková | 5–7, 2–6           |
| Vítězka    | 10. | 25. září 2005     | Kalkata, Indie              | koberec     | Karolina Špremová     | 6–2, 6–2           |
| Finalistka | 7.  | 27. května 2006   | Istanbul, Turecko           | antuka      | Šachar Pe'erová       | 6–1, 3–6, 6–7(3–7) |
| Finalistka | 8.  | 24. června 2006   | Eastbourne, Velká Británie  | tráva       | Justine Heninová      | 6–4, 1–6, 6–7(5–7) |
| Finalistka | 9.  | 13. srpna 2006    | Stockholm, Švédsko          | tvrdý       | Čeng Ťie              | 4–6, 1–6           |

### Čtyřhra: 6 (5–1)
| Stav       | č. | datum          | turnaj               | povrch      | spoluhráčka         | soupeřky ve finále                                  | výsledek      |
| ---------- | -- | -------------- | -------------------- | ----------- | ------------------- | --------------------------------------------------- | ------------- |
| Finalistka | 1. | 5. října 2003  | Moskva, Rusko        | koberec (h) | Věra Zvonarevová    | Meghann Shaughnessyová Naděžda Petrovová            | 3–6, 4–6      |
| Vítězka    | 1. | 19. září 2004  | Bali, Indonésie      | tvrdý       | Ai Sugijamová       | Arantxa Sánchezová Vicariová Světlana Kuzněcovová   | 6-3 7-5       |
| Vítězka    | 2. | 17. října 2004 | Moskva, Rusko        | koberec     | Věra Zvonarevová    | Paola Suárezová Virginia Ruanová Pascualová         | 6–3, 4–6, 6–2 |
| Vítězka    | 3. | 25. září 2005  | Kalkata, Indie       | koberec (h) | Jelena Lichovcevová | Shikha Uberoiová Neha Uberoiová                     | 6–1 6–0       |
| Vítězka    | 4. | 9. října 2005  | Filderstadt, Německo | tvrdý (h)   | Daniela Hantuchová  | Francesca Schiavoneová Květa Peschkeová             | 6–0, 3–6, 7–5 |
| Vítězka    | 5. | 7. května 2006 | Varšava, Polsko      | antuka      | Jelena Lichovcevová | Katarina Srebotniková Anabel Medinaová Garriguesová | 6–3, 6–4      |